# Lambertseter Station
Lambertseter Station (Lambertseter stasjon) er en metrostation på Lambertseterbanen på T-banen i Oslo. Stationen ligger lige ved Lambertseter senter, der indeholder nærbutikker og Symra kino. Derudover er der to broer og seks adgangsveje. Stationen er den største på Lambertseterbanen.
Stationen blev etableret sammen med Lambertseterbanen, der åbnede som sporvej 28. april 1957 og blev omstillet til T-bane 22. maj 1966. Stationen blev opgraderet til metrostandard og genåbnet 3. september 2013.